# Scotorythra rara
Scotorythra rara är en fjärilsart som beskrevs av Butler 1879. Scotorythra rara ingår i släktet Scotorythra och familjen mätare. Inga underarter finns listade.

## Bildgalleri

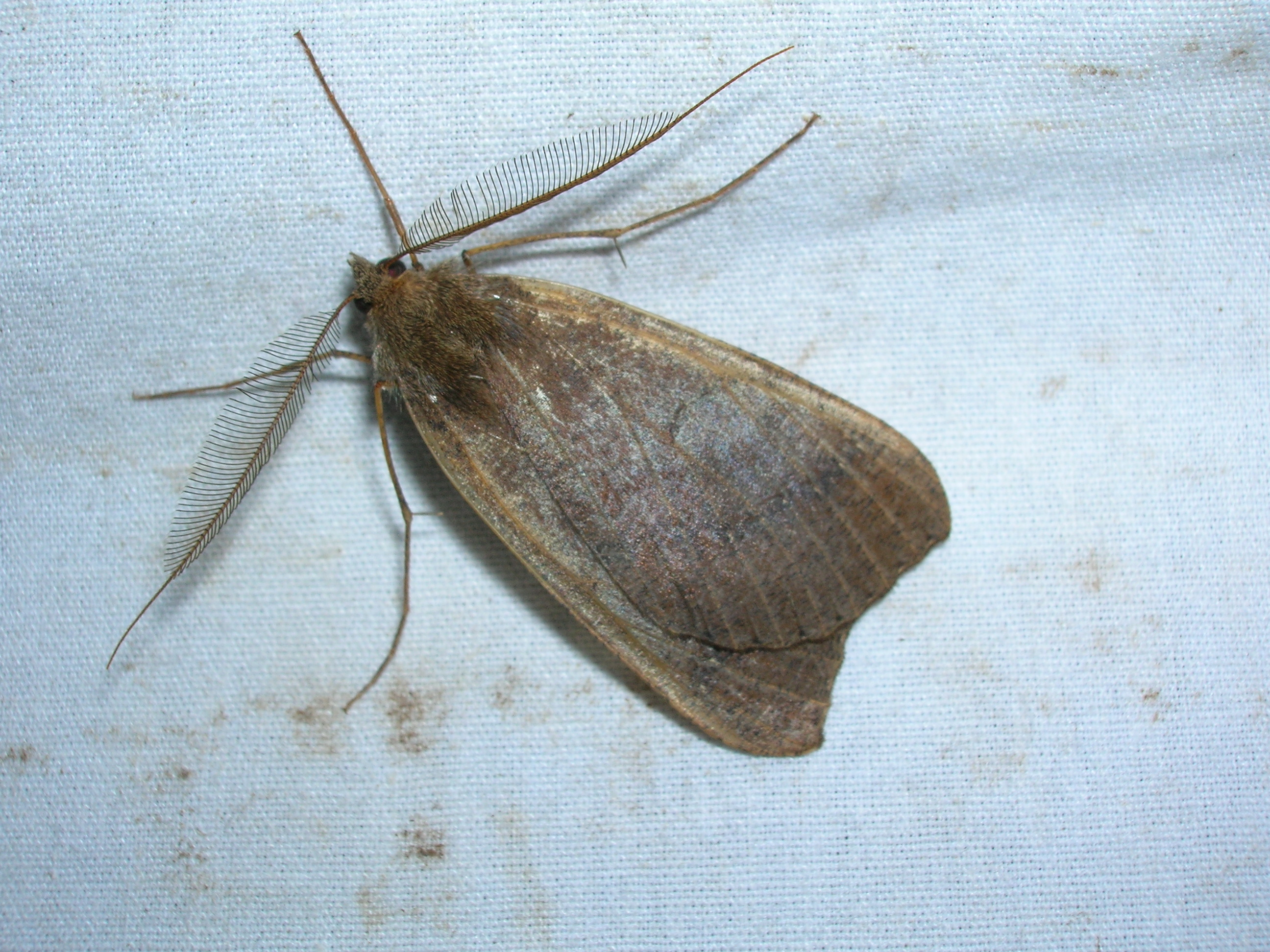
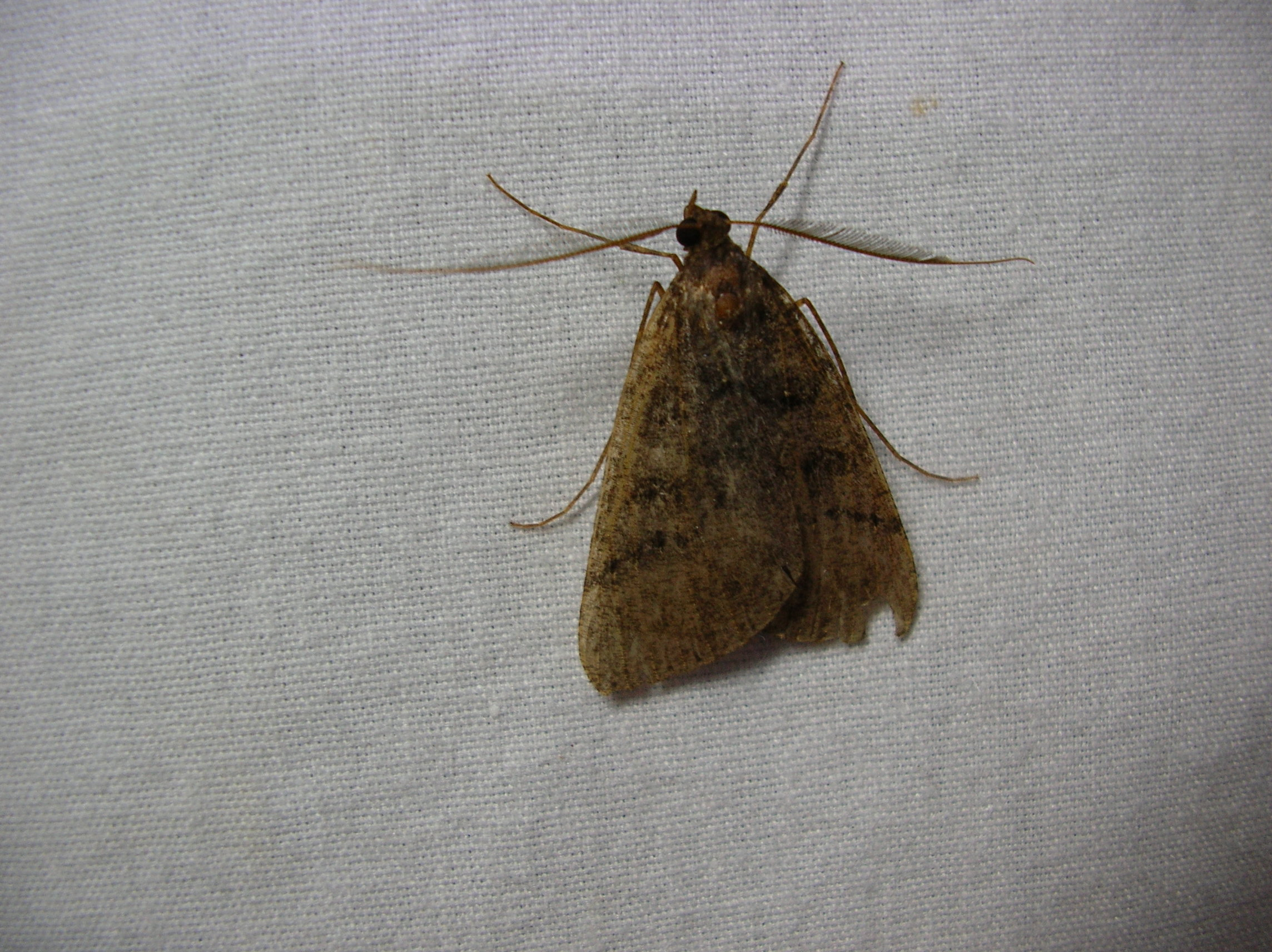
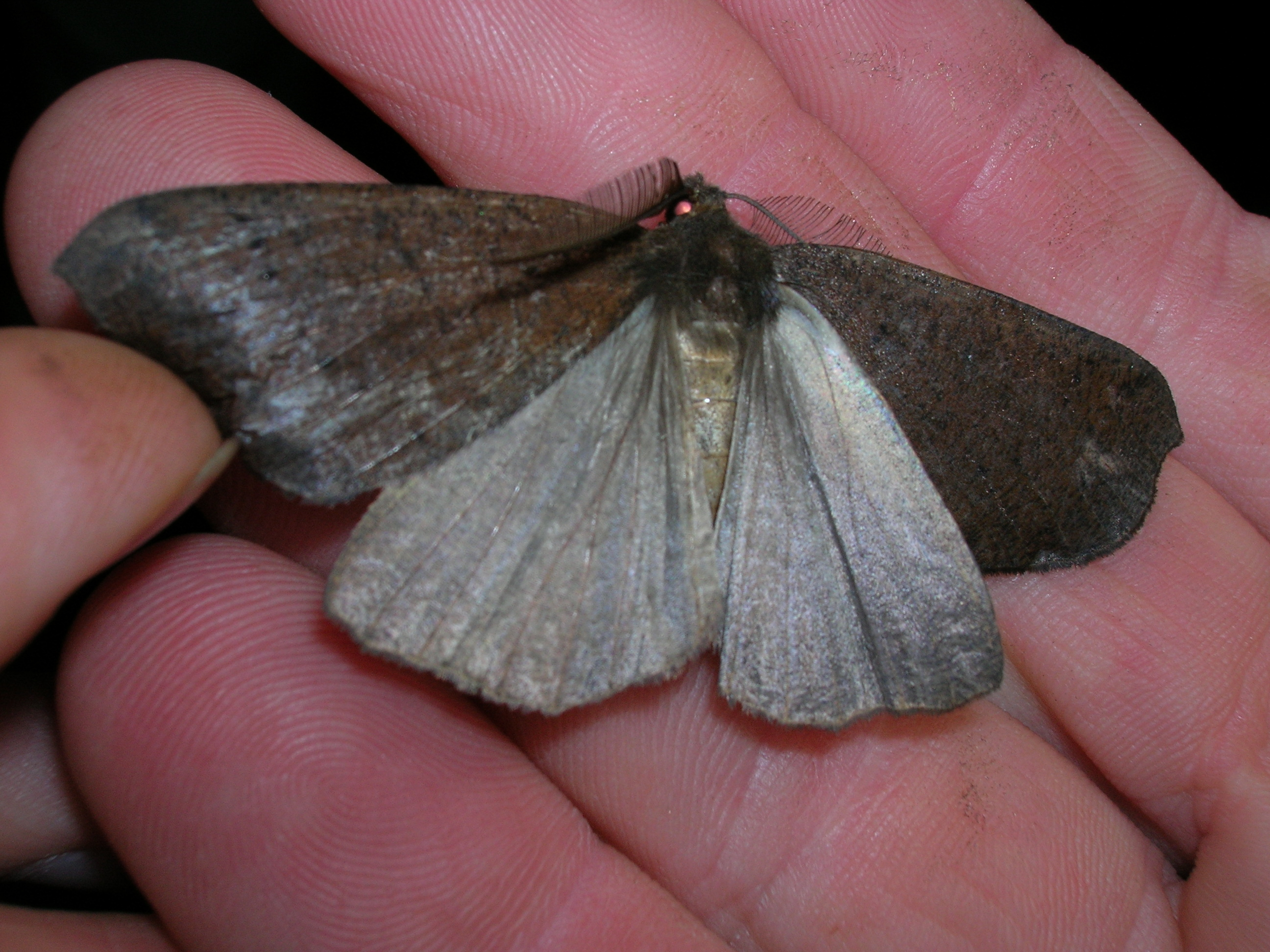